# Hangu (okręg Neamț)
Hangu – wieś w Rumunii, w okręgu Neamț, w gminie Hangu. W 2011 roku liczyła 1682 mieszkańców.